# 奧爾德菲爾德鎮區 (密蘇里州克里斯蒂安縣)
奧爾德菲爾德鎮區（英語：Oldfield Township）是位於美國密蘇里州克里斯蒂安縣的一個行政鎮區。

## 地方資料
奧爾德菲爾德鎮區的面積為38.51平方千米，當中陸地面積為38.45平方千米，而水域面積為0.06平方千米。根據2020年美國人口普查的數據，當地共有人口800人，而人口密度為每平方千米20.77人。